# Mycoamaranthus auriorbis
Mycoamaranthus auriorbis är en svampart som beskrevs av Castellano, Trappe & Malajczuk 1992. Mycoamaranthus auriorbis ingår i släktet Mycoamaranthus och familjen Boletaceae.   Inga underarter finns listade i Catalogue of Life.